# Acongo
Acongo (Akongo) é considerado o deus supremo dos ingombes que habitam a região do Congo. É o criador e como tal carrega o epíteto de "aquele que faz", o que significa que foi quem deu ao mundo sua forma.